# Filippo Testa
Filippo Testa (Tradate, 7 luglio 1997) è un cestista italiano.

## Carriera
Esordisce in Serie A con la Pallacanestro Varese, giocando successivamente in C Gold lombarda con il Basket 7 Laghi ed in serie B con Oleggio.
Nel luglio 2017 firma con la Pallacanestro Trapani in Serie A2.

## Nazionale
Nel 2012 è nominato capitano dell'Italia under 16.